# Documenteur
Documenteur is een Amerikaans-Franse dramafilm uit 1981 onder regie van Agnès Varda.

## Verhaal
De secretaresse van een Franse scenariste bevindt zich met haar zoon in Los Angeles voor filmopnamen. Ze vindt een woning en een school voor haar zoontje, maar ze voelt zich toch geïsoleerd.

## Rolverdeling
| Acteur            | Personage                    |
| ----------------- | ---------------------------- |
| Sabine Mamou      | Emilie Cooper                |
| Mathieu Demy      | Martin Cooper                |
| Lisa Blok-Linson  | Lisa                         |
| Tina Odom         | Tina                         |
| Gary Feldman      | Schrijver bij het raam       |
| Tom Taplin        | Tom Cooper                   |
| Fred Ricker       | Man in het motel             |
| Kelly Ricker      | Vrouw in het motel           |
| Charles Southwood | Man in het waterbed          |
| Chris Leplus      | Producent van de andere film |
| Barry Farrell     | Man van de andere film       |
| Andrew Meyer      | Man van de andere film       |